# Epiplatymetra vidularia
Epiplatymetra vidularia är en fjärilsart som beskrevs av Augustus Radcliffe Grote 1882. Epiplatymetra vidularia ingår i släktet Epiplatymetra och familjen mätare. Inga underarter finns listade i Catalogue of Life.